# Il ritorno di Zanna Bianca
Il ritorno di Zanna Bianca è un film del 1974 diretto da Lucio Fulci.
È il seguito del film Zanna Bianca (1973), sempre dello stesso regista, di cui riprende i personaggi principali. Come nel film precedente, Zanna Bianca è interpretato da un cane da pastore tedesco.

## Trama
Canada, 1889. Il giovane Mitsah sta lavorando con altri due cacciatori e il suo cane Zanna Bianca, quando viene ucciso assieme ai compagni da alcuni banditi, che fuggono rubando la loro attrezzatura. Alcune ore dopo, Zanna Bianca viene casualmente trovato da John Tarwater, un commerciante e cercatore d'oro che, dopo aver seppellito i morti, prende l'animale con sé, presentandolo a suo nipote Bill. Zanna Bianca fa amicizia con il bambino ed in seguito si rende utile anche a John, quando, in un saloon, lo aiuta a vincere contro un baro.
Intanto, Beauty Smith si è salvato dall'esplosione della diga; da tre anni vive sotto la falsa identità dell'imprenditore Carles Forth, si finge paralizzato e sfrutta gli abitanti della città in cui vivono John e Bill. Suor Evangelina, che sta gestendo una nuova missione che funge da ospedale, si reca un giorno a chiedere un prestito all'imprenditore e riconoscendolo come Smith, chiama in aiuto lo scrittore Weedon Scott, che arriva ad aiutarla assieme al suo amico Kurt, ora divenuto ispettore minerario.
I tre denunciano Smith al capo della polizia, LeClerq, senza sapere che anch'egli è corrotto e in società col bandito; l'agente dichiara di conoscere Charles Forth da sei anni, quando era già paralizzato. Jane, la moglie di LeClerq, cerca anzi di convincere il marito a nascondere Smith, che ora è ricercato, in cambio di denaro. Allo stesso tempo, Scott e Kurt pagano un lavoratore di nome Liverpool affinché li aiuti a smascherare Smith e il capo della polizia, ma Liverpool intasca i soldi e scappa. Kurt si innamora intanto della sorella di Liverpool, mentre Scott viene riconosciuto da Zanna Bianca, che ha salvato intanto John e Bill bloccati nella neve per la fuga dei loro cani da slitta.
Liverpool torna poi in città dopo aver trovato due uomini, uno morto congelato e l'altro semi-congelato, truffati da Smith che aveva venduto loro cibo e attrezzature insufficienti contro il gelo. Carter, il sopravvissuto dei due, ha la gangrena alle gambe, che gli vengono amputate da suor Evangelina e da Scott. Smith accusa falsamente Zanna Bianca di aver aggredito Liverpool, e il piccolo Bill è costretto a far fuggire l'animale nella foresta, per salvarlo dai cittadini infuriati. Il giorno dopo, Bill è aggredito da un'aquila mentre cerca il suo cane, ma Zanna Bianca lo salva, pur rimanendo ferito; l'animale viene poi curato da Scott.
Alla missione-ospedale, Carter svela a John di aver scoperto un filone d'oro verso il Klondike, ma Harvey, uno dei dipendenti, è alleato con Smith e lo informa. Jane si finge allora malata per attirare suor Evangelina lontano dalla missione e permettere a Smith di intrufolarvisi per torturare Carter e farsi dire dov'è l'oro; gli aiutanti del bandito incendiano poi la stanza e Carter muore, mentre Bill rimane intrappolato tra le fiamme. Suor Evangelina riesce a salvare il bambino, morendo poi lei stessa per le ustioni.
Imparata la corruzione di LeClerq, i cittadini si ribellano e il colpevole si uccide per non farsi prendere; sua moglie rivela dove Smith sta scappando, cosicché Scott e Kurt inseguono il bandito, aiutati dalle giubbe rosse, da altri uomini del villaggio e da Zanna Bianca, ormai guarito. Dopo una sparatoria, Smith riesce a fermare gli inseguitori lasciando i cadaveri dei suoi scagnozzi appostati come in agguato, ma il trucco non inganna Zanna Bianca, che lo attacca. Smith cerca di sparargli, ma i suoi spari mancano l'animale, colpiscono la cima di una montagna innevata e provocano una valanga, che travolge il bandito. Smith muore, sotterrato dalla neve. Anche John Tarwater muore, però prima prega Scott di intestare a suo nipote la miniera scoperta da Carter. Il corrotto Harvey, però, propone che il padrone della miniera sia il vincitore di una gara di slitte, a cui partecipa anch'esso.
Durante la gara Harvey usa ogni mezzo per vincere, dando frustate ai guidatori avversari, disarcionandoli, e ai loro cani, finché Zanna Bianca afferra la sua frusta: ne nasce una specie di tiro alla fune in cui Harvey, caduto quando il cane molla la frusta tirata dalle mani dell'uomo, viene disarcionato, investito e ucciso da un'altra slitta. Scott vince la gara e fa intestare la miniera a Bill. Mentre Kurt diventa il nuovo capo della polizia, Scott sta per ripartire verso casa; Zanna Bianca, indeciso tra il seguirlo o restare con Bill, sceglie infine il bambino, adottato da Kurt e da sua moglie, la sorella di Liverpool, che decidono lo stesso di andare con Zanna Bianca a trovare Scott, qualche volta.

## Produzione
Il film è stato girato in Canada, dove è ambientato. Gino De Rossi ha seguito gli effetti speciali, mentre Goffredo Unger ha diretto le controfigure. Doppiaggio italiano a cura della S.A.S.